# Unione Sportiva Triestina Calcio 1918 2021-2022
Questa voce raccoglie le informazioni riguardanti l'Unione Sportiva Triestina Calcio 1918 nelle competizioni ufficiali della stagione 2021-2022.

## Stagione
Per la stagione 2021-2022 la Triestina sceglie come nuovo allenatore Cristian Bucchi, il quale riesce a far raggiungere il quinto posto finale in campionato alla squadra alabardata. Nel secondo turno dei Play-off supera (2-1) la Pro Patria, mentre viene eliminata dal Palermo (1-2) al Rocco e (1-1) al Barbera, nel primo turno della fase nazionale dei Playoff. Pochi giorni dopo viene annunciata la scomparsa del patron della società Mario Vittorio Biasin, avvenuta a Melbourne all'età di 71 anni. Nella Coppa Italia di Serie C triestini subito fuori, sconfitti nel primo turno (0-1) dal Trento.

## Divise e sponsor
Per la stagione 2021-2022 lo sponsor tecnico è MM (marchio autoprodotto), mentre lo sponsor ufficiale è Step Impianti S.R.L. Viene modificata solo la terza divisa.
| Casa | Trasferta | Terza divisa |

## Rosa
| N. |                            | Ruolo | Calciatore          |
| -- | -------------------------- | ----- | ------------------- |
| 1  | Italia (bandiera)          | P     | Daniel Offredi      |
| 2  | Rep. Dominicana (bandiera) | D     | Antonio Natalucci   |
| 3  | Italia (bandiera)          | D     | Alessandro Giannò   |
| 4  | Portogallo (bandiera)      | D     | Aníbal Capela       |
| 5  | Italia (bandiera)          | D     | Francesco Rapisarda |
| 6  | Uruguay (bandiera)         | D     | Walter López        |
| 7  | Italia (bandiera)          | A     | Giuseppe De Luca    |
| 8  | Italia (bandiera)          | C     | Federico Maracchi   |
| 9  | Italia (bandiera)          | A     | Guido Gomez         |
| 10 | Italia (bandiera)          | A     | Vincenzo Sarno      |
| 11 | Brasile (bandiera)         | C     | Paulinho            |
| 14 | Italia (bandiera)          | D     | Massimo Volta       |
| 15 | Italia (bandiera)          | D     | Alessandro Ligi     |
| 16 | Italia (bandiera)          | D     | Alessandro Coppola  |
| 17 | Italia (bandiera)          | D     | Ilario Iotti        |
| 18 | Italia (bandiera)          | C     | Marco Crimi         |
| 19 | Brasile (bandiera)         | D     | Patrick Brey        |

| N. |                      | Ruolo | Calciatore            |
| -- | -------------------- | ----- | --------------------- |
| 19 | Norvegia (bandiera)  | C     | Vajebah Sakor         |
| 20 | Italia (bandiera)    | A     | Andrea Procaccio      |
| 21 | Italia (bandiera)    | A     | Mirco Petrella        |
| 22 | Spagna (bandiera)    | P     | Miguel Ángel Martínez |
| 23 | Italia (bandiera)    | C     | Federico Angiulli     |
| 23 | Finlandia (bandiera) | C     | Lauri Ala-Myllymäki   |
| 24 | Italia (bandiera)    | C     | Daniele Giorico       |
| 25 | Italia (bandiera)    | D     | Matteo Baldi          |
| 27 | Italia (bandiera)    | C     | Simone Calvano        |
| 28 | Italia (bandiera)    | C     | Francesco Giorno      |
| 29 | Italia (bandiera)    | A     | Marcello Trotta       |
| 32 | Italia (bandiera)    | A     | Gianluca Litteri      |
| 33 | Italia (bandiera)    | A     | Filippo Iacovoni      |
| 34 | Italia (bandiera)    | D     | Stefano Negro         |
| 47 | Scozia (bandiera)    | C     | Harvey St Clair       |
| 52 | Italia (bandiera)    | A     | Nicolas Galazzi       |
| 99 | Italia (bandiera)    | A     | Alessio Di Massimo    |

## Calciomercato

### Sessione estiva(dal 01/07 al 31/08)
| Acquisti | Acquisti              | Acquisti        | Acquisti      |
| R.       | Nome                  | da              | Modalità      |
| -------- | --------------------- | --------------- | ------------- |
| P        | Miguel Ángel Martínez | Catania         | svincolato    |
| D        | Matteo Baldi          | Marina          | fine prestito |
| D        | Alessandro Coppola    | Olhanense       | definitivo    |
| D        | Emanuele Dubaz        | Molfetta        | fine prestito |
| D        | Alessandro Giannò     | Grosseto        | fine prestito |
| D        | Antonio Natalucci     | Cavese          | fine prestito |
| D        | Stefano Negro         | Monza           | definitivo    |
| D        | Davide Riccardi       | Lecce           | definitivo    |
| D        | Massimo Volta         | Benevento       | svincolato    |
| C        | Federico Angiulli     | Sambenedettese  | svincolato    |
| C        | Reda Boultam          | Salernitana     | fine prestito |
| C        | Alessandro Coppola    | Olhanense       | svincolato    |
| C        | Marco Crimi           | Reggina         | definitivo    |
| C        | Francesco Giorno      | Alessandria     | prestito      |
| A        | Simone Butti          | Cjarlins Muzane | fine prestito |
| A        | Giuseppe De Luca      | Virtus Entella  | svincolato    |
| A        | Alessio Di Massimo    | Catanzaro       | fine prestito |
| A        | Nicolas Galazzi       | Venezia         | prestito      |
| A        | Leonardo Gatto        | Pro Vercelli    | fine prestito |
| A        | Ilario Iotti          | Pro Vercelli    | prestito      |
| A        | Marcello Trotta       | Frosinone       | definitivo    |

| Cessioni | Cessioni             | Cessioni         | Cessioni      |
| R.       | Nome                 | a                | Modalità      |
| -------- | -------------------- | ---------------- | ------------- |
| P        | Aniello De Luca      | Cjarlins Muzane  | prestito      |
| P        | Raffaele Ioime       |                  | svincolato    |
| P        | Alex Valentini       |                  | svincolato    |
| D        | Davide Brivio        |                  | svincolato    |
| D        | Emanuele Dubaz       | Molfetta         | prestito      |
| D        | Lorenzo Filippini    |                  | svincolato    |
| D        | Alessandro Lambrughi | Pergolettese     | svincolato    |
| D        | Franco Lepore        |                  | svincolato    |
| D        | Davide Riccardi      | Taranto          | prestito      |
| D        | Andraž Struna        |                  | svincolato    |
| D        | Angelo Tartaglia     | Monterosi Tuscia | svincolato    |
| C        | Reda Boultam         | Salernitana      | definitivo    |
| C        | Stefano Palmucci     | Parma            | fine prestito |
| C        | Giuseppe Rizzo       | Pescara          | svincolato    |
| A        | Simone Butti         | Cjarlins Muzane  | svincolato    |
| A        | Pablo Granoche       | Vigasio          | svincolato    |
| A        | Davis Mensah         | Pordenone        | svincolato    |

### Operazioni tra le due sessioni
| Acquisti | Acquisti     | Acquisti | Acquisti   |
| R.       | Nome         | da       | Modalità   |
| -------- | ------------ | -------- | ---------- |
| D        | Patrick Brey |          | svincolato |

| Cessioni | Cessioni          | Cessioni       | Cessioni   |
| R.       | Nome              | a              | Modalità   |
| -------- | ----------------- | -------------- | ---------- |
| C        | Federico Angiulli | Sambenedettese | definitivo |

### Sessione invernale(dal 04/01 al 31/01)
| Acquisti | Acquisti            | Acquisti | Acquisti |
| R.       | Nome                | da       | Modalità |
| -------- | ------------------- | -------- | -------- |
| C        | Lauri Ala-Myllymäki | Venezia  | prestito |
| C        | Harvey St Clair     | Venezia  | prestito |

| Cessioni | Cessioni           | Cessioni    | Cessioni   |
| R.       | Nome               | a           | Modalità   |
| -------- | ------------------ | ----------- | ---------- |
| D        | Patrick Brey       | Paysandu    | prestito   |
| D        | Alessandro Coppola | Carsko Selo | prestito   |
| D        | Alessandro Giannò  | Fermana     | prestito   |
| D        | Antonio Natalucci  | Monopoli    | definitivo |
| C        | Paulinho           | Legnago     | definitivo |

### Operazioni successive alla sessione invernale
| Acquisti | Acquisti      | Acquisti | Acquisti   |
| R.       | Nome          | da       | Modalità   |
| -------- | ------------- | -------- | ---------- |
| C        | Vajebah Sakor |          | svincolato |

| Cessioni | Cessioni | Cessioni | Cessioni |
| R.       | Nome     | a        | Modalità |
| -------- | -------- | -------- | -------- |

## Risultati

### Serie C

#### Girone di andata
| Trieste 28 agosto 2021, ore 20:30 CEST 1ª giornata | Triestina        | 0 – 0 referto | Seregno | Stadio Nereo Rocco (852 spett.)\| Arbitro: \| Crezzini (Siena) \| |
| Arbitro:                                           | Crezzini (Siena) |               |         |                                                                   |

| Arbitro: | Scatena (Avezzano) |

|                       |           |           |
| Sekulov 40’ Aké 90+2’ | Marcatori | 30’ Negro |

| Arbitro: | Panettella (Bari) |

|                      |           |                        |
| Rapisarda 27’, 90+5’ | Marcatori | 32’ Dubickas 89’ Rabbi |

| Arbitro: | Carella (Bari) |

|                          |           |  |
| Ceravolo 18’ Ronaldo 47’ | Marcatori |  |

| Arbitro: | Marotta (Sapri) |

|                           |           |  |
| G. De Luca 11’ Trotta 43’ | Marcatori |  |

| Arbitro: | Turrini (Firenze) |

|  |           |              |
|  | Marcatori | 2’ Procaccio |

| Arbitro: | Canci (Carrara) |

|                           |           |                                              |
| Natalucci 26’ Litteri 86’ | Marcatori | 16’ Ravasio 74’ (rig.) Manconi 90+3’ Poletti |

| Verona 10 ottobre 2021, ore 14:30 CEST 8ª giornata | Virtus Verona     | 0 – 0 referto | Triestina | Centro sportivo Mario Gavagnin-Sinibaldo Nocini (367 spett.)\| Arbitro: \| Scarpa (Collegno) \| |
| Arbitro:                                           | Scarpa (Collegno) |               |           |                                                                                                 |

| Arbitro: | Taricone (Perugia) |

|                |           |  |
| G. De Luca 83’ | Marcatori |  |

| Arbitro: | Mirabella (Napoli) |

|                         |           |               |
| G. Gomez 7’ Galazzi 52’ | Marcatori | 90+2’ Bertini |

| Arbitro: | Leone (Barletta) |

|                             |           |          |
| Galuppini 8’ Maistrello 13’ | Marcatori | 78’ Ligi |

| Arbitro: | Virgilio (Trapani) |

|                |           |                |
| G. De Luca 78’ | Marcatori | 90+5’ Spagnoli |

| Arbitro: | Mucera (Palermo) |

|  |           |            |
|  | Marcatori | 6’ Giorico |

| Arbitro: | Bonacina (Bergamo) |

|             |           |               |
| Litteri 90’ | Marcatori | 50’ Belcastro |

| Arbitro: | Zamagni (Cesena) |

|  |           |                        |
|  | Marcatori | 7’ Galazzi 75’ Litteri |

| Arbitro: | D'Eusanio (Faenza) |

|            |           |             |
| Trotta 58’ | Marcatori | 49’ Bertoni |

| Arbitro: | Di Graci (Como) |

|             |           |                        |
| Silenzi 85’ | Marcatori | 35’ Rapisarda 70’ Ligi |

| Arbitro: | Giaccaglia (Jesi) |

|                       |           |                  |
| Ligi 23’ G. Gomez 28’ | Marcatori | 80’ (rig.) Perna |

| Arbitro: | Ricci (Firenze) |

|            |           |  |
| Voltan 14’ | Marcatori |  |

#### Girone di ritorno
| Arbitro: | Luciani (Roma) |

|  |           |              |
|  | Marcatori | 90’ G. Gomez |

| Trieste 9 gennaio 2022, ore 14:30 CET 21ª giornata | Triestina           | 0 – 0 referto | Juventus Next Gen | Stadio Nereo Rocco (527 spett.)\| Arbitro: \| Angelucci (Foligno) \| |
| Arbitro:                                           | Angelucci (Foligno) |               |                   |                                                                      |

| Arbitro: | Canci (Carrara) |

|  |           |                            |
|  | Marcatori | 49’ De Luca 90+6’ Petrella |

| Arbitro: | Rutella (Enna) |

|  |           |                                |
|  | Marcatori | 14’ (rig.) Ronaldo 75’ Jelenič |

| Arbitro: | Catanoso (Reggio Calabria) |

|                           |           |  |
| Volta 31’ (aut.) Ganz 62’ | Marcatori |  |

| Arbitro: | Leone (Barletta) |

|                     |           |                           |
| Trotta 26’ Ligi 40’ | Marcatori | 12’, 33’ Capogna 45’ Sala |

| Arbitro: | Madonia (Palermo) |

|               |           |              |
| Tomaselli 42’ | Marcatori | 13’ St Clair |

| Arbitro: | Di Francesco (Ostia Lido) |

|                      |           |               |
| Ligi 43’ Galazzi 80’ | Marcatori | 24’ Pellacani |

| Arbitro: | Grasso (Ariano Irpino) |

|  |           |            |
|  | Marcatori | 13’ Capela |

| Arbitro: | Galipò (Firenze) |

|  |           |          |
|  | Marcatori | 87’ Ligi |

| Arbitro: | Costanza (Agrigento) |

|  |           |                            |
|  | Marcatori | 38’ (rig.), 69’ Maistrello |

| Arbitro: | Giordano (Novara) |

|                           |           |  |
| Guerra 43’, 57’ Luppi 73’ | Marcatori |  |

| Arbitro: | Pirrotta (Barcellona Pozzo di Gotto) |

|              |           |                                 |
| G. Gomez 83’ | Marcatori | 55’ (aut.) Rapisarda 79’ Bariti |

| Arbitro: | Nicolini (Brescia) |

|                                 |           |              |
| Chinellato 86’ Pattarello 90+1’ | Marcatori | 68’ G. Gomez |

| Arbitro: | Arena (Torre del Greco) |

|                       |           |  |
| Trotta 7’ Galazzi 80’ | Marcatori |  |

| Busto Arsizio 2 aprile 2022, ore 14:30 CEST 35ª giornata | Pro Patria          | 0 – 0 referto | Triestina | Stadio Carlo Speroni (464 spett.)\| Arbitro: \| Angelucci (Foligno) \| |
| Arbitro:                                                 | Angelucci (Foligno) |               |           |                                                                        |

| Arbitro: | Pascarella (Nocera Inferiore) |

|                                                     |           |                         |
| St Clair 27’ Procaccio 56’ Trotta 59’ (rig.), 90+4’ | Marcatori | 37’ Panico 87’ L. Gatto |

| Arbitro: | Fontani (Siena) |

|                 |           |              |
| Vono 67’ (rig.) | Marcatori | 53’ Petrella |

| Arbitro: | F. Longo (Paola) |

|  |           |                    |
|  | Marcatori | 41’, 64’ Casiraghi |

### Play-off
| Arbitro: | Maranesi (Ciampino) |

|                          |           |             |
| G. Gomez 38’ (rig.), 57’ | Marcatori | 88’ Pesenti |

#### Fase nazionale
| Arbitro: | Gualtieri (Asti) |

|               |           |                     |
| Rapisarda 88’ | Marcatori | 41’, 45+4’ Floriano |

| Arbitro: | Giordano (Novara) |

|                |           |             |
| Luperini 90+6’ | Marcatori | 77’ Litteri |

### Coppa Italia Serie C
| Arbitro: | Lovison (Padova) |

|  |           |                      |
|  | Marcatori | 55’ (rig.) Belcastro |

## Statistiche

### Statistiche di squadra
| Competizione         | Punti | In casa | In casa | In casa | In casa | In casa | In casa | In trasferta | In trasferta | In trasferta | In trasferta | In trasferta | In trasferta | Totale | Totale | Totale | Totale | Totale | Totale | DR |
| Competizione         | Punti | G       | V       | N       | P       | Gf      | Gs      | G            | V            | N            | P            | Gf           | Gs           | G      | V      | N      | P      | Gf     | Gs     | DR |
| -------------------- | ----- | ------- | ------- | ------- | ------- | ------- | ------- | ------------ | ------------ | ------------ | ------------ | ------------ | ------------ | ------ | ------ | ------ | ------ | ------ | ------ | -- |
| Serie C              | 0     | 0       | 0       | 0       | 0       | 0       | 0       | 0            | 0            | 0            | 0            | 0            | 0            | 0      | 0      | 0      | 0      | 0      | 0      | 0  |
| Coppa Italia Serie C | -     | 1       | 0       | 0       | 1       | 0       | 1       | 0            | 0            | 0            | 0            | 0            | 0            | 1      | 0      | 0      | 1      | 0      | 1      | -1 |
| Totale               | -     | 0       | 0       | 0       | 0       | 0       | 0       | 0            | 0            | 0            | 0            | 0            | 0            | 0      | 0      | 0      | 0      | 0      | 0      | 0  |

### Andamento in campionato
| Giornata  | 1  | 2  | 3  | 4  | 5  | 6 | 7  | 8  | 9  | 10 | 11 | 12 | 13 | 14 | 15 | 16 | 17 | 18 | 19 | 20 | 21 | 22 | 23 | 24 | 25 | 26 | 27 | 28 | 29 | 30 | 31 | 32 | 33 | 34 | 35 | 36 | 37 | 38 |
| --------- | -- | -- | -- | -- | -- | - | -- | -- | -- | -- | -- | -- | -- | -- | -- | -- | -- | -- | -- | -- | -- | -- | -- | -- | -- | -- | -- | -- | -- | -- | -- | -- | -- | -- | -- | -- | -- | -- |
| Luogo     | C  | T  | C  | T  | C  | T | C  | T  | C  | C  | T  | C  | T  | C  | T  | C  | T  | C  | T  | T  | C  | T  | C  | T  | C  | T  | C  | T  | T  | C  | T  | C  | T  | C  | T  | C  | T  | C  |
| Risultato | N  | P  | N  | P  | V  | V | P  | N  | V  | V  | P  | N  | V  | N  | V  | N  | V  | V  | P  | V  | N  | V  | P  | P  | P  | N  | V  | V  | V  | P  | P  | P  | P  | V  | N  | V  | N  | P  |
| Posizione | 13 | 16 | 16 | 16 | 12 | 9 | 12 | 11 | 10 | 8  | 9  | 8  | 6  | 7  | 5  | 5  | 5  | 5  | 5  | 5  | 5  | 5  | 5  | 5  | 5  | 7  | 6  | 5  | 5  | 6  | 6  | 7  | 7  | 7  | 7  | 6  | 5  | 5  |

Legenda:

Luogo: C = Casa; T = Trasferta. Risultato: V = Vittoria; N = Pareggio; P = Sconfitta.